# حي ناجي (عدن)
حي ناجي هو أحد أحياء مديرية البريقة في محافظة عدن اليمنية. يبلغ تعداد سكانه 8649 نسمة حسب التعداد السكاني في اليمن لعام 2004.